# 나카군 (도쿠시마현)

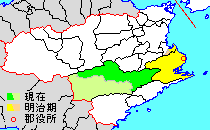
나카 군의 위치

나카군(일본어: 那賀郡, なかぐん)은 일본 도쿠시마현의 군이다.
인구 6,375명, 면적 694.98km², 인구밀도 9.17명/km².(2025년 3월 1일, 추계인구)
이하 1정으로 구성된다.
- 나카정(那賀町)

## 역사
- 2005년 3월 1일 - 와지키 정·아이오이 정·가미나카 정·기토 촌·기사와 촌이 합병해 나카 정이 성립하였다.
- 2006년 3월 20일 - 나카가와 정·하노우라 정이 아난시에 편입되었다.